# Playboys (The Rasmus)
Playboys è il secondo album in studio del gruppo musicale finlandese The Rasmus, pubblicato nel 1997 dalla Warner Music Finland.

## Tracce
1. Playboys – 2:57
2. Blue – 4:20
3. Ice – 2:44
4. Sophia – 2:41
5. Wicked Moments – 2:54
6. Wellwell – 3:20
7. Sold – 3:55
8. Carousel – 1:42
9. Jailer – 2:26
10. Kola – 3:26
11. Raggatip – 3:20
12. Violence – 2:20
13. Panda – 2:50

## Formazione
Gruppo
- Lauri Ylönen – voce
- Pauli Rantasalmi – chitarra, cori
- Eero Heinonen – basso, cori
- Janne Heiskanen – batteria

Produzione
- Rasmus – produzione
- Ilkka Herkman – produzione, registrazione, missaggio
- Juha Heininen – registrazione, missaggio
- Pauli Saastamoinen – mastering